# Caphira
Dans la mythologie grecque, Caphira, Capheira ou Kapheira (en grec ancien Καφείρα / Kapheíra) est une Océanide rattachée à l'île de Rhodes.
Elle n'est citée que par Diodore : elle est avec les Telchines une des premières divinités de Rhodes, chargée par Rhéa d'élever Poséidon. Cette version de l'enfance du dieu, qui ne se retrouve chez aucun autre auteur, semble calquée sur la jeunesse de Zeus en Crète.
Il est possible que Caphira ait été une déesse des Nuages de tempête, car son nom signifie « souffle de la tempête ». Elle serait donc, comme sa sœur Électre, une des Océanides faisant partie des Néphélées. Elle se confond peut-être avec Halia, autre divinité locale et sœur des Telchines.